# 丝铁线莲
丝铁线莲（学名：Clematis filamentosa），为毛茛科铁线莲属下的一个植物种。